# Phare de Punta Mera
Le phare de Punta de Mera est un phare situé sur Punta de Mera, un promontoire dans la paroisse civile de Mera (gl) de la commune de Oleiros, dans la province de La Corogne (Galice en Espagne).
Il est géré par l'autorité portuaire de La Corogne.

## Histoire
Les deux phares, construits en 1918, guident les bateaux à l'approche du port de La Corogne.
- Le phare arrière est une tour octogonale de 14 m de haut, avec galerie et lanterne. À une hauteur focale de 81 m au-dessus du niveau de la mer, il émet un éclat blanc toutes les 4 secondes.

Identifiant : ARLHS : SPA295 ; ES-03551 - Amirauté : D1708 - NGA : 2556.
- Le phare avant est une tour octogonale blanche de 11 m de haut, avec lanterne et galerie. C'est un feu à occultations bicolore et de secteur, émettant son éclat toutes les 4 secondes à 56 m au-dessus du niveau de la mer.

Identifiant : ARLHS : SPA243 ; ES-03550 - Amirauté : D1706 - NGA : 2552.
|                |
| Le phare avant |

|                  |
| Le phare arrière |

### Lien connexe
- Liste des phares d'Espagne